# Miriam Morgenstern

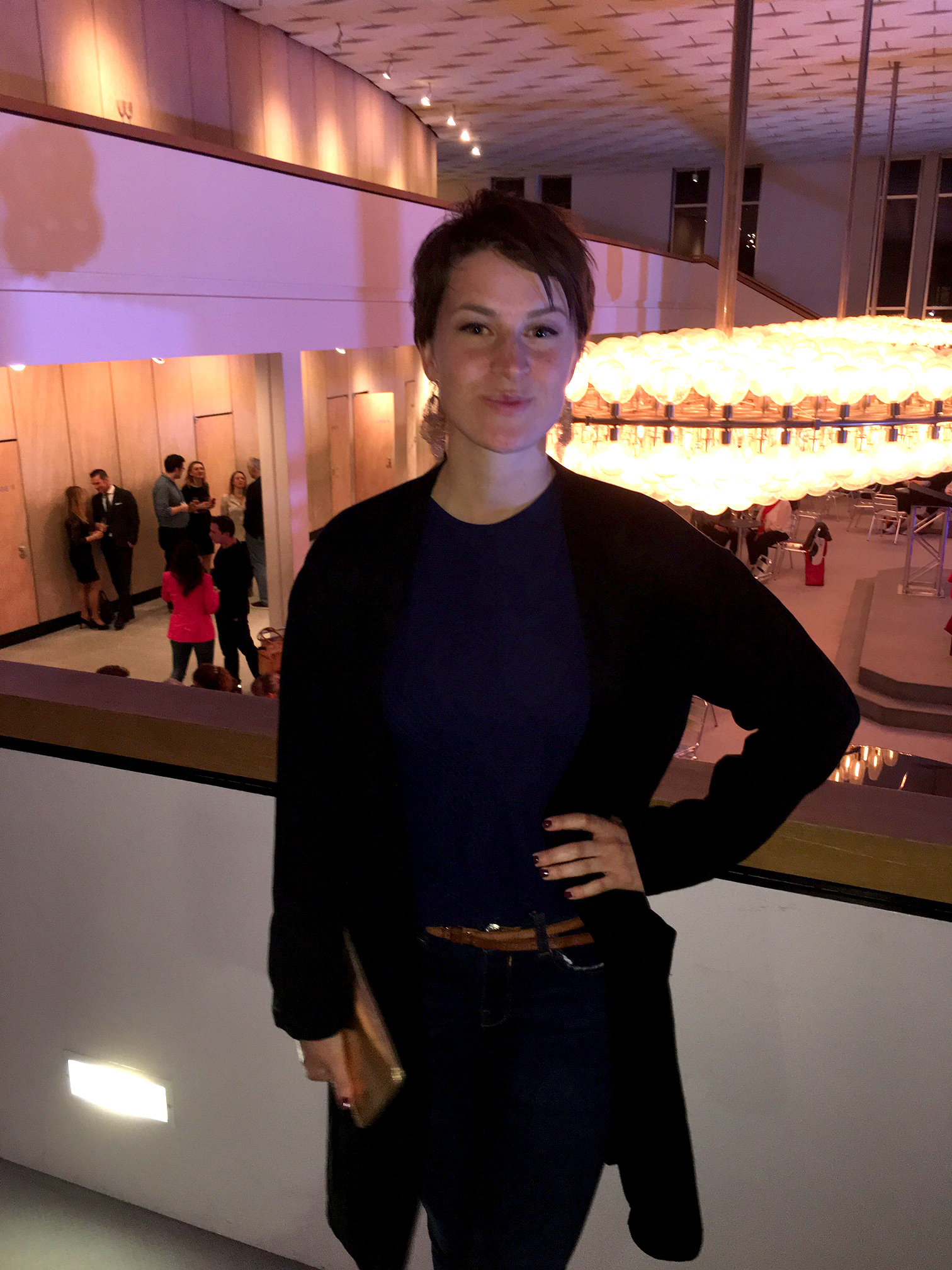
Miriam Morgenstern, Mainfranken Theater Würzburg, Februar 2017

Miriam Morgenstern (* 20. Mai 1987 in Gräfelfing) ist eine deutsche Schauspielerin, Synchronsprecherin und Sängerin.

## Leben und Wirken
Miriam Morgenstern, geboren in Gräfelfing im Landkreis München, trat im Alter von 14 Jahren erstmals in der Krimireihe Das Duo auf. 2004 gab sie ihr Kinodebüt in Marco Kreuzpaintners Sommersturm und wurde für ihre Rolle für den Undine Award 2005 als beste Filmdebütantin nominiert. Danach war sie in zahlreichen Fernsehfilmen zu sehen, unter anderem an der Seite von Jan Josef Liefers in Nachtschicht – Der Ausbruch, Uwe Ochsenknecht in der Komödie Der beste Lehrer der Welt und Ulrike Kriener in Kommissarin Lucas – Das Verhör. In sieben Folgen der ARD-Reihe Das Traumhotel (2004–2008) erreichte sie als Leonie Winter ein Millionenpublikum. Ebenfalls bekannt wurde sie in der Rolle der Hotelierstochter Merle Hofer der ARD-Reihe Der Schwarzwaldhof (2008–2010).
Im Jahr 2011 begann Miriam Morgenstern ihr Schauspielstudium an der Zürcher Hochschule der Künste, das sie 2016 mit dem Master of Arts abschloss. 2013 gewann sie einen Wettbewerb der Armin-Ziegler-Stiftung, 2014 erhielt sie ein Stipendium der Hirschmann-Stiftung. Nach ihrem Studium wurde sie in das Ensemble des Mainfranken Theaters in Würzburg aufgenommen. Im Anschluss wechselte sie als Gastschauspielerin an die Schauburg München.

## Filmografie (Auswahl)
- 2001: Das Duo – Tod am Strand
- 2002: Family Affairs
- 2003: Der Mörder ist unter uns
- 2004: Das Traumhotel – Sterne über Thailand
- 2004: Das Traumhotel – Verliebt auf Mauritius
- 2004: Sommersturm
- 2005: Das Traumhotel – Zauber von Bali
- 2005: Das Traumhotel – Überraschung in Mexiko
- 2005: Das Traumhotel – Seychellen
- 2005: Kommissarin Lucas – Das Verhör
- 2006: Nachtschicht – Der Ausbruch
- 2006: Medicopter 117 – Spiel mit dem Tod
- 2006: Der beste Lehrer der Welt
- 2007: Das Traumhotel – Afrika
- 2008: Das Traumhotel – China
- 2008: Der Schwarzwaldhof
- 2008: SOKO 5113 – Tod in bester Lage
- 2009: Der Schwarzwaldhof – Falsches Spiel
- 2009: Polizeiruf 110 – Klick gemacht
- 2010: Der Schwarzwaldhof – Forellenquintett
- 2010: Der Schwarzwaldhof – Alte Wunden
- 2011: Für immer 30
- 2012: Der Schwarzwaldhof – Der verlorene Sohn
- 2012: Der Schwarzwaldhof – Lauter Liebe
- 2012: Die Rosenheim-Cops – Der letzte Wille
- 2013: Weiß bleibt
- 2014: Durch die Nacht
- 2015: Weine nicht
- 2016: Jasmin
- 2020: Um Himmels Willen – Loslassen
- 2020: Der Staatsanwalt – Hochzeit in Rot
- 2020: Der Bergdoktor – Die dunkle Seite des Lichts
- 2021: In aller Freundschaft – Gleichklang, Verstrickungen
- 2022: Wahrheit oder Lüge – Die Macht der Frauen
- 2023: Watzmann ermittelt – Freier Fall
- 2023: Unter anderen Umständen: Mütter und Söhne
- 2023: Tatort: Game Over

## Theater (Auswahl)
- 2011: Strawberry Fields – ZHdK
- 2012: Liliom – ZHdK
- 2012: Perikles – ZHdK
- 2013: Zement – ZHdK
- 2014: Die Wildente – ZHdK
- 2014: Krankheit der Jugend – ZHdK
- 2014: Dogtooth – Schauspielhaus Zürich
- 2016: Hexenjagd – Schauspielhaus Zürich
- 2016: Muttersprache Mameloschn – Mainfranken Theater Würzburg (MFT)
- 2016: Terror – MFT Würzburg
- 2016: Messias – MFT Würzburg
- 2017: Antigone – MFT Würzburg
- 2017: Warten auf die Barbaren – MFT Würzburg
- 2017–2019: Gips – Schauburg München
- 2019: Besuch aus Tralien – Schauburg München

## Hörbücher (Auswahl)
- Privateinrichtung. Die Oper als Hörbuch, Armann Heller Melzer, 2009.
- Zwischen uns ein ganzes Leben, Audio Media Verlag, 2018.